# Deborah Voigt
Deborah Voigt (*4 de agosto de 1960 cerca de Chicago, Illinois) es una soprano lírico dramática norteamericana. 
Nació en Illinois pero creció en el condado de Orange en California y estudió en la California State University y en el Programa Merola de la Opera de San Francisco.
Es una importante exponente en su categoría especializada en personajes de Richard Wagner, Verdi y Richard Strauss, en especial como Ariadna en Ariadne auf Naxos. Posee una voz amplia y caudalosa de soprano lírica (jugendlich Sopran) con un tinte metálico que le permite atravesar la barrera orquestal.
Famosa por sus interpretaciones como Siglinda en La valquiria, Isolda en Tristán e Isolda, Elisabeth en Tannhäuser, Senta en El holandés errante, la Emperatriz en Die Frau ohne Schatten (La mujer sin sombra), Crysotemis en Elektra, La Helena egipcia y Salomé de Richard Strauss. Asimismo como Leonora/Fidelio, Casandra en Les Troyens, Tosca de Puccini, Gioconda en La Gioconda de Ponchielli, Maddalena en Andrea Chénier de Giordano y Lady Macbeth en Macbeth, Amelia en Un ballo in maschera y Aida, todas ellas de Verdi.
En la Florida Grand Opera de Miami cantó Ariadne auf Naxos, su primera Macbeth Verdi dirigida por Tito Capobianco y su primera Tosca dirigida por Renata Scotto en 1999.
En Vancouver cantó su primera Mariscala de El caballero de la rosa y en Seattle fue Agatha de Der Freischütz de Carl Maria von Weber.
Ha cantado en el Metropolitan Opera de Nueva York, el Covent Garden de Londres, Wiener Staatsoper o la Ópera de Viena, el Teatro Real de Madrid, la Deutsche Oper Berlin, la Ópera de San Francisco, la Ópera de París, la Ópera de Chicago, el Bolshoi de Moscú, el Liceo de Barcelona y el Teatro Colón de Buenos Aires entre otros como también en el Festival de Salzburgo, Festival de Tanglewood y Ravinia Festival.
Ha sido requerida por directores como James Levine, Georg Solti, Colin Davis, Giuseppe Sinopoli, Christian Thielemann, Donald Runnicles y Andrew Davis
y ha cantado junto a Plácido Domingo, Luciano Pavarotti, Leonie Rysanek, Hildegard Behrens, Natalie Dessay, Ben Heppner, James Morris y Anne Sofie von Otter.
Llamó la atención del mundo lírico en 1991 como Ariadna en Boston catapultándola a debuts en este personaje en varias casas de ópera. En 2004 protagonizó un escándalo inédito cuando su contrato con Covent Garden fue revocado por considerarla demasiado corpulenta para el papel según la idea del director de escena. Voigt demandó al teatro y se sometió a una operación de by-pass gástrico adelgazando 61 kilogramos (135 libras. En la temporada 2008 retornó triunfal al Covent Garden como Ariadna.
En 1990 ganó el Concurso Internacional Chaikovski de Moscú y en 1992 el Premio Richard Tucker.
Ha sido nombrada por el gobierno francés caballero de la Legión de Honor.

## Discografía de referencia
- Beethoven: Fidelio, Davis
- Berlioz: Les Troyens, Dutoit
- Ponchielli: La Gioconda, Callegari
- Schoenberg, Gurre Lieder, Sinopoli
- Strauss, Die Frau ohne Schatten, Sinopoli
- Strauss, Ariadne auf Naxos, Sinopoli
- Strauss: Die Ägyptische Helena, Botstein
- Strauss, Elektra (Crysotemis), Sinopoli
- Strauss: Cuatro últimas canciones (Vier Letzte Lieder), Masur
- Wagner, Tristán e Isolda, Thielemann
- Wagner: Der Fliegende Holländer, Levine
- Weber: Oberón, Conlon
- Wagner And Strauss arias, Armstrong
- Zemlinsky: Die Seejungfrau, Symphonies, Conlon